# Moncloa-Aravaca
Moncloa-Aravaca é um distrito da cidade espanhola de Madrid. É neste distrito que se encontra a residência oficial do primeiro-ministro espanhol, o Palácio da Moncloa. A Cidade Universitária de Madrid compreende o maior campus universitário europeu. 
O distrito está dividido em sete bairros:
- Aravaca
- Argüelles
- Casa de Campo
- Ciudad Universitaria[desambiguação necessária]
- El Plantío
- Valdemarín
- Valdezarza